# Ange du silence

Jean-Baptiste Larrivé a sculpté deux statues d'ange à la basilique Notre-Dame de Fourvière à Lyon : Ange à l’épée (tour nord-ouest) et Ange du silence (tour sud-ouest). Les anges ont inspiré de nombreux artistes, et sont souvent représentés dans les monuments religieux ou funéraires, mais aussi dans la littérature. Louis Bertola a terminé cette statue après la mort de Larrivé.
Sur la tombe du comte et dandy Robert de Montesquiou à Versailles, une statue de l'Ange du silence provient de son château de Vitry,.
On trouve aussi un ange du silence sous la plume de François-René de Chateaubriand dans le Génie du christianisme (partie 2 livre 4 chapitre VIII) :

« Les roses de l'aurore ne sont que la chevelure de l'Ange du matin. L'Ange de la nuit repose au milieu des cieux, où il ressemble à la lune endormie sur un nuage ; ses yeux sont couverts d'un bandeau d'étoiles ; ses talons et son front sont un peu rougis de la pourpre de l'aurore et de celle du crépuscule ; l'Ange du silence le précède, et celui du mystère le suit. »